# Akuša
Akuša (in russo Акуша?; in lingua dargwa: Ахъуша) è un villaggio della Russia situato nel Daghestan. Appartiene al rajon Akušinskij di cui è il centro amministrativo.
Il villaggio si trova nella valle dell'omonimo fiume, 120 km a sud-ovest della città di Machačkala.